# Maglaj
Maglaj je město v Bosně a Hercegovině se 6 438 obyvateli (24 980 obyvatel v celé připadající opčině), z nichž 85 % tvoří muslimští Bosňáci. Město patří k Zenicko-dobojskému kantonu a protéká jím řeka Bosna.

## Etymologie
Název města je odvozen od slova „magla“ (mlha). První písemná zmínka pochází z roku 1408. Stará pevnost nad městem patří k národním kulturním památkám Bosny a Hercegoviny. Nejdůležitějším průmyslem ve městě je výroba papíru a celulózy.
Ozbrojený odpor místních obyvatel vůči rakousko–uherské okupaci v roce 1878 se odráží v českém hovorovém slově „maglajz“ (nepořádek, rvačka).

## Historie
Do regionu přišli Turci v roce 1415 nejprve jako spoluboojovníci místního slovanského obyvatelstva v boji proti Uhrům. V roce 1476 dnešní Maglaj obsadili. Město je poprvé v tureckých záznamech (defter) připomenuto k roku 1485. Zmiňováno je jako vesnice, kde žije 32 rodin.
Dne 3. srpna 1878 vstoupil do Maglaje v rámci okupace Bosny a Hercegoviny, schválené na Berlínském kongresu, jednotky 7. husarského regimentu. O město se svedl boj, 46 vojáků okupačního vojska zahynulo. Během několika desítek let rakouské správy byl mimo jiné odhalen na nábřeží řeky Bosny i památník připomínající rakouské oběti okupace.
Po druhé světové válce zde z rozhodnutí republiky Bosny a Hercegoviny vznikla továrna Natron na výrobu papírových obalů. V roce 2005 byla továrna privatizována a její název nyní zní Natron–Hayat.

## Památky
V Maglaji se nachází několik významných historických památek, mezi které patří např. místní pevnost, umístěná na vyvýšenině nad řekou Bosnou, dále Jusuf-pašova mešita z roku 1560, chrám proroka Eliáše z roku 1909 a další.

## Školství
Město Maglaj má celkem dvě základní školy, dále gymnázium a střední odbornou školu. Místní městská knihovna disponuje fondem 30 tisíc knih.

## Rodáci
- Salim Obralić, malíř
- Edhem Mulabdić, spisovatel
- Medina Džanbegović, spisovatelka
- Alma Čardžić, zpěvačka
- Prvi ples, hudební skupina
- Šemsa Suljaković, zpěvačka
- Senad Mahmić, malíř
- Goran Panić, designer
- Vjekoslav Bojat, designer